# Веданга
Веда́нга (санскр. वेदाङ्ग; IAST: vedāṅga — «часть Вед») — цикл обрядовой и научной литературы, примыкающий к Ведам. Содержит в себе руководства по шести отраслям знания, предназначенные для правильного проведения ведийских ритуалов, а также для надлежащего толкования Вед.
1. Шикша (IAST: śikṣā) — фонетика и фонология (сандхи)
2. Чхандас (IAST: chandas) — метр
3. Вьякарана (IAST: vyākaraṇa) — грамматика
4. Нирукта (IAST: nirukta) — этимология
5. Джьотиша (IAST: jyotiṣa) — астрология и астрономия, которые в частности описывают благоприятные дни для совершения яджн
6. Калпа (IAST: kalpa) — ритуаловедение

Традиционно, у каждой Веды есть своя шикша, чандас, калпа и джьотиша, тогда как вьякарана и нирукта являются общими для всех четырёх Вед. Впервые список шести Веданг был представлен в одной из ранних Упанишад — «Мундака-упанишаде», где говорится, что с ними должны ознакомиться все, кто изучают Веды. Тексты по шести Ведангам, как правило, представлены в виде сутр — кратких правил и положений, для понимания которых необходимы комментарии гуру.
Среди индологов нет единого мнения по поводу хронологии Веданг, их соотношения с текстами Вед и самого их назначения. Наиболее распространена точка зрения, по которой они представляют собой краткие трактаты, выделившиеся из Брахман — подробных описаний и предписаний по ведийскому ритуалу. Крайняя сжатость некоторых сутр возможно связана с учебными потребностями в их заучивании. Хотя для заучивания более подходят стихотворные трактаты (которые также присутствуют в рамках канона шести Веданг), нежели шифрованные записи «лекций», дешифровка которых рассчитана явно не на «студента».
Время создания Веданг оценивается учёными в широких пределах: если древнейшие сутры, посвящённые торжественному ритуалу (вроде «Баудахаяна-шраута-сутры»), возможно появились одновременно с древнейшими Брахманами и датируются первой половиной I тыс. до н. э., то некоторые трактаты, вроде «Чханда-сутры» Пингалы, относятся уже к первой половине I тыс. н. э. Бо́льшая часть Веданг, по мнению учёных, была составлена в период с V по II века до н. э.